# Leptusa norvegica
Leptusa norvegica är en skalbaggsart som beskrevs av Embrik Strand 1941. Leptusa norvegica ingår i släktet Leptusa, och familjen kortvingar. Arten är reproducerande i Sverige.